# アドゥガク島
アドゥガク島 (アドゥガクとう、Adougakhとも、possibly from アレウト語: Adudak)
はアラスカ州アリューシャン列島フォックス諸島にある島。
長さ2kmで、ウムナク島の北東8kmに位置する。トドの繁殖地として保護され、冬に近くに生息する魚を採食する姿が観察されている。
海抜31mで、島の周辺の海域は海面下に多数の岩があるため、船の航行は非常に危険である。